# Arttu Hoskonen
Arttu Hoskonen   (Kaarina, 16 d'abril de 1997) és un futbolista professional de Finlàndia. Juga com a defensa central al KS Cracovia, un equip de la màxima divisió del futbol polonès (Ekstraklasa). També ha estat internacional amb la selecció finlandesa.

## Trajectòria futbolística
Hoskonen va començar la seva carrera professional en l'Inter Turku l’any 2015. Després de set temporades, el gener de 2022, va fitxar pel HJK Helsinki, amb qui en el mateix any d’arribada va guanyar la Veikkausliiga. Durant la seva estada a l’HJK, també va disputar alguns partits amb el filial Talenttiklubi 04 i en competicions europees com les fases classificatòries de la UEFA Europa Conference League, fet que li va donar visibilitat internacional.
Una temporada després, el gener de 2023, va signar pel KS Cracovia, club amb el qual continua jugant actualment a la lliga polonesa. El seu rendiment regular li ha permès consolidar-se com un dels defensors titulars de l’equip.

## Selecció nacional
Amb la selecció absoluta de Finlàndia va debutar el 14 de setembre de 2022, després de passar per la sub-21 l’any 2018. Actualment, ja suma 17 partits oficials amb la selecció i un únic gol en el partit de la UEFA Nations League contra la selecció Anglesa. A més, ha estat convocat per a diversos partits classificatoris per a l’Eurocopa.
La seva primera aparició internacional va ser en un amistós contra Macedònia del Nord el 17 de novembre de 2022. El seu primer gol internacional arribaria gairebé dos anys després, en un partit decisiu contra Anglaterra el 13 d’octubre de 2024.

## Rendiment
Arttu Hoskonen, actualment (5/2025), ha disputat un total de 233 partits oficials i ha marcat 11 gols al llarg de la seva carrera professional, un d’ells amb la selecció internacional finlandesa.
El seu valor actual al mercat és de 400.000 euros, una xifra basada en la seva edat, la seva experiència i la seva constància en clubs de primer nivell als seus respectius països.